# Philosophie du sport
Vous pouvez aider à l'améliorer ou bien discuter des problèmes sur sa page de discussion.
- Il peut contenir un travail inédit ou des déclarations non vérifiées. Vous pouvez l’améliorer en ajoutant des références. (Marqué depuis mai 2023)

Vous pouvez aider à l'améliorer ou bien discuter des problèmes sur sa page de discussion.
- Son texte doit être wikifié : il ne correspond pas à la mise en forme Wikipédia (style, typographie, liens internes, liens entre les wikis, etc.). (Marqué depuis mai 2023)
- Il adopte un point de vue régional ou culturel particulier et nécessite une internationalisation. (Marqué depuis mai 2023)

La philosophie du sport est l’ensemble des réflexions et pensées qui cherchent à cerner le sens et la signification du sport.

## Caractérisation
Deuxièmement, se pose la question de l’objet spécifique de ce que pourrait être la philosophie du sport. En effet, le sport est déjà l’objet d’une multitude de sciences, qu’il s’agisse des sciences du vivant (biomécanique, physiologie, neurosciences, ergonomie, etc.) ou bien des sciences humaines et sociales (histoire, sociologie, économie, psychologie, etc.). L’ensemble de ces sciences est actuellement dûment représenté en France dans la recherche académique à l’université au sein des STAPS (sciences et techniques des activités physiques et sportives, dans la section 74 du CNU). La philosophie n’y a pas d’existence institutionnelle propre, en dehors de rares exceptions. Qu’est susceptible d’apporter une réflexion philosophique, que l’ensemble des autres sciences ne produit pas ?
De façon assez classique, la philosophie du sport, la plupart du temps, se place à la croisée de tous ces savoirs pour poser les questions que ces sciences, par construction, se refusent à adresser. En suivant la célèbre distinction d’Auguste Comte, on pourrait dire que les sciences du sport ordinaires s’attachent à la question du « comment le sport ? », tandis que la philosophie du sport s’attache à celle du « pourquoi le sport ? », qui est parfois trop vite évacuée au nom d’un certain positivisme.
Les questions privilégiées de la philosophie du sport portent alors sur l’éthique, la morale, la politique, mais également sur l’épistémologie des sciences du sport, sur la métaphysique, sur l’ontologie, sur l’esthétique
.

## Les auteurs et penseurs
De nombreux auteurs et autrices s’intéressent à la philosophie du sport.
Tout d’abord les grands auteurs et autrices reconnus comme appartenant à la tradition philosophique, qui prirent occasionnellement le sport comme objet d’étude ou comme exemple, et proposèrent quelques analyses valables. On trouve par exemple des réflexions très profondes dans les écrits d’Alain, Bachelard, Baudrillard, Bergson, Deleuze, Hobbes, Kant, Merleau-Ponty, Nietzsche, Platon, Rousseau, Sartre, pour ne se limiter qu’à ces quelques noms (d'autres en parlent aussi cependant plus brièvement).
Une deuxième catégorie concerne des auteurs et autrices, penseurs et penseuses, qui consacrèrent une partie de leurs travaux, souvent de façon monographique, à une question sportive, mais sans pour autant s’inscrire dans une tradition de philosophie du sport, qui suppose de fréquenter les travaux déjà entrepris par d’autres personnes sur ce champ pour se situer par rapport à elles, soit en en réassumant l’héritage, soit en le critiquant. Parmi ces auteurs, il est possible de citer les suivants : Bernard Chambaz, André Comte-Sponville, Frédéric Gros, Guillaume Le Blanc, Guillaume Martin, Jean-Claude Michéa, Alexis Philonenko, Olivier Pourriol, Jean-François Pradeau, Mathias Roux, Michel Serres.
Enfin, une troisième catégorie, issue souvent du monde académique, renvoie à des auteurs et autrices qui s’inscrivent délibérément dans une tradition de philosophie du sport, qui utilise les travaux des pairs pour tenter de construire et élaborer sur les acquis de la recherche. En France, cette tradition s’incarne – avec évidemment des oppositions notables – dans les personnes de Bernard Andrieu, Sylvain Bosselet, Michel Bouet, Jean-Marie Brohm, Roger Caillois, Norbert Elias, Johan Huizinga, Jacques Gleyse, Bernard Jeu, Philippe Liotard, Jean-Noël Missa, Denis Moreau, Fabien Ollier, Pierre Parlebas, Marc Perelman, Isabelle Queval, Robert Redeker, Philippe Sarremejane, Pascal Taranto, Raymond Thomas, Jacques Ulmann, Yves Vargas, Raphaël Verchère, Georges Vigarello, Paul Yonnet.

## Prolégomènes à la philosophie du sport (XIXe– débutXXesiècle)
La réflexion sur le sport est apparue avec le sport lui-même, dès le XIXe siècle. En effet, en tant que pratique entrant en rivalité avec d’autres modes d’exercices corporelles (la gymnastique et les jeux traditionnels), le sport a produit sa propre théorie pour se faire admettre, et a également suscité de ce fait même des critiques. Il s’inscrit donc, dès l’origine, dans un débat très clivant.

### Pierre de Coubertin et la philosophie olympique
En France, Pierre de Coubertin fut sans doute le premier et le plus important des théoriciens du sport. Découvrant le sport dans les années 1880 en Angleterre, Coubertin se convainc très vite de sa pertinence d’un point de vue pédagogique mais aussi politique. Il ne fut pas avare de textes pour théoriser le sport, notamment dans la Revue Olympique, qui est l’organe du CIO qu’il contribua à faire émerger. Des livres qu’il publia reprennent l’essentiel de son propos, parmi lesquels la Pédagogie sportive et les Essais de psychologie du sport.  
Selon Coubertin, le sport est porteur de tout un ensemble de vertus, que l’on peut répartir, en suivant Verchère, en fonctions émancipatrices et aliénantes, mais que Coubertin assume comme un tout sans en faire la critique. En effet, d’un côté le sport est une école de la vie, « l’école préparatoire à la démocratie » comme l’écrit Coubertin, puisqu’il enseigne le « connais-toi toi-même » de Socrate, la résignation stoïcienne, à doser l’entraide et la concurrence, le football constituant le « prototype le plus parfait de tout groupement humain ». Mais, d’un autre côté, le sport se constitue comme une nouvelle religion (« religio athletae »), comme une propédeutique à la guerre, comme un outil au service de la colonisation, comme un moyen de pacification sociale, comme un instrument de répression sexuelle.
Coubertin défend une vision aristocratique du sport, utilisant ces termes précis pour le qualifier. Selon lui, le sport ne s’adresse pas aux faibles ni aux femmes, mais aux hommes bien nés. L’entraînement ne permet de progresser que dans une certaine mesure, imposant donc un ordre inégalitaire, dont il se félicite. C’est en raison de cette « leçon d’ordre » (comme l’écrira plus tard Montherlant) que Coubertin souhaite la diffusion du sport dans la société, convaincu qu’elle peut être profitable à une grande réforme sociale favorable à la construction d’un modèle fondé sur la liberté plutôt que sur l’autorité.

### Georges Hébert et la méthode naturelle
De nombreuses critiques au projet de Coubertin ont émergé, parmi lesquelles celle de Georges Hébert fut une des plus virulentes. Théoricien de l’éducation physique, Georges Hébert prend à contre-pied les valeurs sportives, un de ses ouvrages les plus marquants étant Le Sport contre l’éducation physique, publié en 1925. Les critiques d’Hébert sont multiples, mais concernent essentiellement trois aspects du sport. Hébert reproche tout d’abord au sport son aristocratisme (que Coubertin applaudissait), de s’adresser essentiellement à une élite, aux plus forts, et de sacrifier les plus faibles, auxquels il faut également s’adresser. Il reproche ensuite au sport de pousser à la spécialisation, et de ne pas former des corps qui soient polyvalents et capables de s’adapter à des situations motrices différentes. Enfin, il critique le fait que le sport se pratique sans objet précis, qu’il constitue à lui seul sa propre fin, sans se soumettre à des valeurs morales importantes, au premier lieu desquelles l’altruisme, qu’il dessert même en faisant la promotion de l’égoïsme et de l’émulation. À la place du sport, Hébert souhaite le développement de ce qu’il nomme « méthode naturelle », art du développement intégrale des compétences corporelles qui soit conforme aux aptitudes supposées naturelles de l’être humain.

## Philosophie générale du sport (milieu duXXesiècle)
Malgré les critiques d’Hébert et d’autres auteurs, le sport gagne en légitimité et s’installe progressivement dans la société française, attirant le regard de certains intellectuels.

### Norbert Elias et le procès de civilisation
Sociologue inclassable (voir sa sociologie configurationnelle), Norbert Elias a consacré une partie importante de ses travaux à l’examen du sport, qui influencèrent de nombreux historiens et philosophes du corps et du sport (parmi lesquels Georges Vigarello ou Roger Chartier). La thèse centrale d’Elias, qui ne se limite pas au sport, est que les sociétés occidentales sont marquées par un procès (ou processus) de civilisation consistant en une euphémisation de la violence, en une domestication de l’agressivité. Les pratiques corporelles sont un bon marqueur de cette évolution de la violence, en même temps qu’elles sont un des moyens de la régulation de cette violence. Ainsi, le « sport » (jugé improprement ici comme du sport, puisque celui-ci consiste justement en une régulation de la violence) de l’Antiquité, des Grecs et des Romains, acceptait une violence en son sein sans commune mesure avec celle d’aujourd’hui. Par exemple, le pancrace allait souvent jusqu’à la mise à mort, et les Grecs n’hésitaient pas à ériger des statues en l’honneur des champions les plus cruels. Si l’on examine l’humanité sur un temps long, courant de cette Antiquité à nos jours, on constate que la répugnance à la violence va grandissant (même s’il peut y avoir des retours temporaires en arrière, comme avec le nazisme), qu’elle est sans cesse mise hors jeu. Le sport moderne régule ainsi la violence, lui impose des règles. Il est l’analogue du parlementarisme, puisque la pratique de la démocratie interdit la mise à mort de son adversaire, tout comme dans le sport – et de manière similaire, les titres ne sont jamais acquis et doivent toujours être remis en jeu.

### Roger Caillois et la classification des jeux
Dans Les Jeux et les Hommes, Roger Caillois s’est mécaniquement intéressé au sport en proposant sa classification des jeux, désormais canonique. Caillois distingue quatre caractéristiques permettant de définir les jeux : la mimicry (jeux d’imitation) ; l’illynx (jeux de vertige) ; l’agon (jeux de compétition) ; l’aléa (jeux de hasard). Ces quatre catégories sont redoublées par une autre classification, tissant un continuum allant de la paideia (jeux sans règles) au ludus (jeux avec règles). Selon Caillois, l’agon et l’aléa tissent également un continuum, la compétition (maîtrise de sa destinée par le joueur) s’opposant au hasard (absence de maîtrise de cette destinée). Cette double classification permet de caractériser le sport comme appartenant aux jeux qui se constituent essentiellement sur l’agon et le ludus, c’est-à-dire des jeux de compétition réglés. Cependant, cette classification permet d’établir des nuances entre pratiques sportives. Ainsi, l’athlétisme est une pratique plus agonistique que des sports où le hasard peut intervenir (comme le rugby, où le ballon peut rebondir d’une façon hasardeuse, ou le cyclisme, où une chute peut toujours intervenir). De même, des sports comme l’escalade ou le parachutisme font intervenir la catégorie du vertige. La pratique sportive libre peut aussi se rapprocher de la paideia (le football pratiqué par les enfants) et s’éloigner du ludus.

### Pierre Bourdieu et l’usage social du sport
Pierre Bourdieu s’est naturellement intéressé au sport à partir de ses travaux sur l’habitus (voir essentiellement son article « Comment peut-on être sportif ? »). L’habitus correspond à un ensemble de dispositions incorporées dans le corps des individus, vécues comme naturelles alors qu’elles correspondent à une construction sociale, dépendante de leur milieu d’origine. À chaque classe sociale son rapport au corps, son hexis corporel, vécu la plupart du temps de façon inconsciente. Les gens adoptent alors naturellement des sports qui correspondent à leurs habitus. Jean-Paul Clément, dont les travaux furent dirigés par Pierre Bourdieu, proposa une étude convaincante sur les sports de combat. La lutte, qui privilégie le corps à corps direct avec l’adversaire, recrute essentiellement dans les milieux populaires, qui ne sont pas marqués par l’haptophobie. Le judo, où intervient la médiation du kimono avec le corps d’autrui, impose une distanciation charnelle, avec laquelle les classes moyennes sont plus à l’aise (mais qui déplaît aux classes populaires, tentées de disqualifier ce sport). L’aïkido, qui peut se comprendre comme un sport d’évitement, met en place une distanciation encore plus importante avec le corps d’autrui, euphémise encore davantage la violence, et recrute ses pratiquants essentiellement dans les couches supérieures de la société, à fort capital culturel.

## Philosophie spécifique du sport (fin duXXesiècleà nos jours)
Avec son essor et avec l’institutionnalisation du sport dans le monde universitaire avec ce que deviendront progressivement les STAPS, le sport devient pensé d’une manière plus spécifique, donnant lieu à des travaux de nature très différentes, et parfois à des controverses importantes.

### Michel Bouet et la signification du sport
Pratiquant de vol à voile et de ski, Michel Bouet est un des pionniers de la philosophie du sport académique, étant l’un des premiers à soutenir une thèse sur la question en 1968, intitulée Signification du sport. L’approche de Bouet est essentiellement phénoménologique, même si elle se présente rarement comme telle, et si selon Jean Lacouture, l'histoire et la sociologie sont impliquées. Au prisme de l’analyse de différentes pratiques, Bouet cherche à en montrer les modalités internes et le sens pour les personnes qui s’y adonnent. C'est à bord d'un planeur qu'il meurt en 1995, à la suite d'une collision avec un Fouga Magister.

### Jean-Marie Brohm et la théorie critique du sport
À partir des années 1960, une critique militante univoque du sport apparaît, autour de la personnalité de Jean-Marie Brohm. En s’appuyant sur le cadre théorique du freudo-marxisme (voir Herbert Marcuse ou Wilhem Reich), cette critique entend montrer en quoi le sport est l’expression de l’infrastructure capitaliste, à laquelle il sert d’idéologie justificatrice. Des raisons historiques sont invoquées : le sport moderne apparaît et connaît son essor au XIXe siècle en Angleterre, pays de l’industrialisation, du capitalisme, du libéralisme. Des homologies structurelles sont soulignées : le sport cherche le record, la performance, le progrès, le rendement, l’optimisation, la compétition, comme le capitalisme recherche le profit, la concurrence, la plus value. Des raisons fonctionnelles sont montrées : le sport serait le « nouvel opium du peuple », prenant la suite de la religion dans des fins de domination sociale au sein d’une société sécularisée.
La théorie critique du sport s’est d’abord développée dans un numéro de la revue Partisans intitulé « Sport, culture et répression » paru en 1968. Puis, ces auteurs se sont vite doté de leur propre revue, intitulée Quel corps ?, puis Quel sport ? Militants communistes ou anarchistes, leur but est de lutter contre le sport tant d’un point de vue théorique en publiant articles et ouvrages, que pratique en participant à des mouvements de boycott. Après Jean-Marie Brohm, Fabien Ollier est aujourd’hui l’auteur le plus prolifique de cette tradition. Jacques Gleyse, à l’origine de la revue STAPS, est aussi proche de ces idées.

### Bernard Jeu et la poétique du sport
Bernard Jeu a proposé un ouvrage qui eut une forte influence, notamment sur Georges Vigarello qui lui réemprunte le concept de « contre-société ». La thèse forte de Jeu est que les différentes pratiques sportives s’enracinent dans un imaginaire archaïque, qui est le même que celui duquel émerge la poésie. Bachelard avait pu montrer comment la poésie consiste en différentes rêveries sur l’Eau, l’Air, la Terre, le Feu. De manière analogue, Jeu montre que les sports sont une autre modalité consistant à se rapporter d’une façon sensible à ces éléments (comme le montre aussi Verchère avec son analyse du triathlon). Surtout, le sport, en tant que jeu, constitue son espace et son temps propre, se constituant comme une société autonome (Foucault dirait une « hétérotopie ») pouvant contrebalancer les valeurs de la société, soit en les épurant, soit en les critiquant : une contre-société.

### Georges Vigarello et le pouvoir sur le corps
En 1978, Georges Vigarello fait paraître Le corps redressé, histoire d’un pouvoir qui se redresse, issu de sa thèse de doctorat. Même s’il n’est jamais véritablement cité ni même s’il lui est explicitement fait référence, ce livre est proche dans sa méthodologie et sa démarche des travaux de Michel Foucault. En effet, Georges Vigarello fait un travail d’historien en posant des questions philosophiques. Le travail d’analyse des archives permet à Vigarello de montrer comment l’apparition du sport dans la modernité a reconduit, sous des apparences plus souples, une même contrainte sur les corps, et donc sur les âmes, que celle qui était présente dans des activités physiques plus austères, comme les gymnastiques.
Dans la postface à la réédition de ce texte en 2004, Vigarello nuance cependant les accents critiques de son travail d’alors, jugeant qu’il était trop imprégné de l’ambiance des années 1970, trop tentée de dénoncer toujours la répression. Aussi, ses travaux ultérieurs (rassemblés essentiellement dans le recueil Du jeu ancien au show sportif) se sont surtout attachés, à la façon de Norbert Elias, à montrer comment les pratiques corporelles sont un marqueur important des changements de mœurs, notamment du rapport à la violence. Les jeux et les sports sont un espace de transgression (ils constituent des espaces où la violence peut avoir lieu) et de contrôle du transgressif (la violence y ait contrôlée), ce qui permet de pacifier la société. Un autre registre du travail de Vigarello consiste dans l’analyse de l’émergence des nouvelles techniques du corps, dans l’invention de nouveaux gestes sportifs.

### Paul Yonnet et le sport au prisme de l’égalité
Paul Yonnet est à l’origine d’une philosophie du sport originale, très attentive à sa réalité empirique, qui se centre sur la question de son rapport à l’égalité et la démocratie. Yonnet distingue deux systèmes du sport. Le premier est celui du sport de haut niveau, fondé sur deux ingrédients que sont l’incertitude et l’identification. Pour que le spectacle soit intéressant, les spectateurs doivent se sentir en affinité avec ceux et celles qu’ils regardent, et d’autre part, il doit exister une rivalité rendant l’issue des compétitions incertaine, ce qui fait que ceux qui s’affrontent doivent être des « quasi égaux ». Le deuxième système du sport est celui des épreuves de masse, où ce qui compte est moins d’affronter les autres que de s’affronter soi-même, dans une perspective de dépassement, où ceux qui concourent sont profondément inégaux les uns par rapport aux autres. Yonnet montre que ces deux systèmes peuvent difficilement coexister au sein des mêmes épreuves, puisque cela fait courir le risque de les rendre illisibles, comme ce fut le cas avec le Paris-Dakar. Un autre champ de réflexion de Yonnet concerne les sports extrêmes, où il distingue trois catégories : l’extrême d’aventure (recherche d’espaces vierges, de gestes sportifs jamais réalisés) ; l’extrême sportif (réalisation de performances plus remarquables sur des terrains déjà défrichés) ; l’extrême de masse (démocratisation de l’expérience aventureuse auprès des masses). On observe que, généralement, les nouvelles pratiques sportives passent d’une catégorie à l’autre. Yonnet s’est également intéressé à la pratique du tiercé, montrant qu’il constitue un apprentissage de la démocratie.

### Alain Ehrenberg et le culte de la performance
Alain Ehrenberg s’est très tôt intéressé au sport, en étant proche, pendant un temps, des thèses de la théorie critique du sport. En effet, dans Aimez-vous les stades ?, Ehrenberg propose une critique foucaldienne du sport en décrivant les stades comme des « panoptiques inversés », incarnant une forme de contrôle et de domination sur les populations. Puis, Ehrenberg s’est progressivement écarté de cette radicalité, notamment à partir de ses différentes collaborations à la revue Esprit, où publiait également Georges Vigarello. Le sport est alors vu d’une façon tocquevillienne comme étant marqué par l’égalitarisme propre aux sociétés démocratiques. Selon lui, le sport théâtralise la notion de mérite, montrant aux masses que n’importe qui peut réussir, ainsi qu’il le défend dans Le Culte de la performance. C’est ce qui explique son essor dans les années 1980, marquées par le triomphe des idées néolibérales et le règne d’entrepreneurs comme Bernard Tapie qui n’hésitent pas à jouer sur les valeurs du sport. Les thèses d’Ehrenberg firent date, et marquèrent de nombreux intellectuels contemporains, parmi lesquels Alain Finkielkraut. 

### Isabelle Queval et le dépassement de soi
Dans S’accomplir ou se dépasser publié en 2004, Isabelle Queval conduit une réflexion sur le sport consistant à le replacer dans son historicité. Alexandre Koyré avait montré en quoi, pour reprendre le titre de son ouvrage fameux, la culture européenne était passée d’un monde clos à un univers infini. Ceci n’est pas sans incidence quant au concept de perfection, décisif pour la culture corporelle. En effet, durant l’Antiquité, la perfection fait référence à l’idée d’achèvement, à quelque chose ayant accompli son essence, une chose à laquelle il ne manque rien, où toutes les puissances se trouvent actualisées : ainsi la divinité, parce qu’elle est parfaite, est-elle au repos selon Aristote. Progressivement, le concept de perfection éclate et en vient à désigner un idéal inatteignable, dont on ne peut se rapprocher qu’asymptotiquement. L’œuvre de Rousseau est un bon marqueur, dans laquelle est souligné la perfectibilité infinie et indéfinie de l’être humain : toujours, l’humain pourra progresser, idée entretenue par les Lumières et qui trouve son apogée au XIXe siècle dans le positivisme d’Auguste Comte. Or, ce qui caractérise éminemment le sport est justement cette recherche sans fin du progrès et de l’amélioration (« plus vite, plus haut, plus fort », comme le proclame la devise olympique). C’est pourquoi le sport ne pouvait qu’apparaître à ce moment historique précis, au XIXe siècle, en accord avec un paradigme de la perfection qui lui est favorable. Isabelle Queval s’est ensuite intéressée à la question de l’effort à partir des travaux de Maine de Biran pour tenter d’en cerner le sens, en s’attachant notamment à la question de la réussite sportive.

### Bernard Andrieu, le corps vivant, l’émersiologie et l’écologie corporelle
Bernard Andrieu est un nom important de la philosophie du sport contemporaine. Il est l’un des rares philosophes à travailler dans le champ même des STAPS, qui restent généralement plutôt réfractaires à ce type de travaux. Bernard Andrieu a beaucoup fait sur le plan institutionnel pour conférer une reconnaissance académique à la philosophie du sport en France : création de la Société Francophone de Philosophie du Sport, création de la revue Corps, organisation en France des congrès internationaux de philosophie du sport de la European Association for Philosophy of Sports, coordination et édition de nombreux ouvrages collectifs consacrés à la philosophie du sport (Éthique du sport, Vocabulaire international de philosophie du sport, Dictionnaire du corps, etc.). En tant que professeur d’université, il dirige de nombreuses thèses consacrées à la philosophie du sport et participe à de nombreux jurys.
Bernard Andrieu a développé de nombreux concepts permettant de saisir le sens des activités physiques et sportives. Selon lui, il faut tout d’abord distinguer trois corps chez l’être humain : le corps décrit ou objectif, qui est celui qui est construit tant par le regard d’autrui ou à la troisième personne que par l’activité scientifique qui cherche à le théoriser ; le corps vécu à la première personne auquel le sujet a accès par sa conscience d’une manière phénoménologique ; mais surtout le corps vivant, qui existe et vit en deçà des seuils de la conscience. En effet, en s’appuyant notamment sur les travaux de Libet, il est possible de démontrer que le corps possède son autonomie, la conscience n’arrivant souvent qu’à rebours, donnant l’illusion rétrospective d’un contrôle sur ses états. Sans aller jusqu’à soutenir que la conscience est un épiphénomène, Andrieu appuie sur ce constat pour montrer que les rapports corps/esprit doivent être repensés. 
Ainsi, toute la question est de comprendre les modalités d’accès de la conscience à ce corps vivant. La voie classique, que privilégie la culture occidentale, est celle d’une immersion verticale « top-down » dans ces sensations. Mais Andrieu montre qu’une autre manière est possible par l’émersion du corps vivant dans la conscience dans une démarche qui est un symétrique (ce qu’il nomme émersiologie) : il s’agit de faire ressurgir le corps vivant dans la conscience plutôt que de faire descendre cette dernière en lui. Ceci permet d’enrichir l’expérience corporelle vers des contenus qui, généralement, demeurent inconscients, mais qui pourtant sont indubitables, comme le montrent l’examen de l’expertise du geste sportif, où l’on constate que le corps vivant est capable de performances indépendamment de la conscience.
Le corps vivant possède donc une intelligence qui lui est propre, en deçà du seuil de la conscience (Andrieu propose donc un modèle anti-sartrien), qui définit son propre rapport à l’altérité, que ce soit celle des humains ou de la nature. Andrieu montre ainsi que le corps s’écologise dans les éléments naturels (Eau, Air, Terre, Feu) d’une façon particulière. Les différents sports, en particulier les pratiques de plein air, permettent alors de s’émerser tant dans le corps que dans la nature suivant des modalités spécifiques (voir le travail de Raphaël Verchère sur le triathlon qui en explore certaines voies).

### Philippe Liotard et le pouvoir de la norme du sport
Le travail de Philippe Liotard est essentiellement transdisciplinaire, à la frontière de l’anthropologie, de la sociologie, de l’ethnographie, de l’épistémologie du corps. Il s’occupe depuis plusieurs années maintenant d’un cours à l’Université Lyon 1 intitulé « philosophie des pratiques corporelles ». Philippe Liotard s’est très vite intéressé à toutes les pratiques à la marge, qui représentent comme des points de résistance aux valeurs du sport, qu’il convient, selon lui, de critiquer, mais d’une manière qui ne soit pas idéologique comme le fait la théorie critique du sport de Jean-Marie Brohm. S’il put être proche de ce dernier au début de sa carrière, il a rapidement pris ses distances, du fait des écueils insurmontables de l’approche idéologique du cadre freudo-marxiste. Il créa ainsi des publications qui se voulaient vierges de tout parti-pris idéologique pour aborder les phénomènes à la marge, comme la revue Quasimodo ou la revue L’inqualifiable, où furent analysés de façon pionnière de nombreuses problématiques désormais centrales dans la réflexion sur le sport.
Le dopage fut un premier champ d’investigation, au sujet duquel Liotard soutient qu’il montre les ambiguïtés des valeurs du sport, qui consistent essentiellement dans l’exploitation des inégalités biologiques des participants. Liotard fut aussi un des premiers à dénoncer le fait que le sport soit une fabrique de la virilité (le « virilisme »), conduisant à la production d’une masculinité pouvant être toxique et périlleuse, pour les hommes, mais surtout pour les femmes. Il fut ainsi à l’initiative en France de la lutte contre les violences sexistes et sexuelles dans le sport, étant l’un des premiers à les dénoncer. Il montra en quoi le sport pouvait parfois se réduire à n’être qu’une éducation consistant à intérioriser les principes de l’homophobie. Sur ce point, Liotard contribua à donner une visibilité aux pratiques sportives communautaires, tels que les Gay Games. Liotard s’est aussi beaucoup intéressé à la question de l’intersexuation dans le sport, notamment au sujet de Caster Semenya, où il montre que son exclusion se fonde sur des motifs discriminatoires fallacieux, consistant essentiellement sur sa non adéquation aux stéréotypes attachés au féminin.

### Raphaël Verchère et la philosophie politique du sport
S’appuyant sur les travaux de Michel Foucault, mais également de Georges Vigarello et Philippe Liotard (tous deux ont préfacé ses ouvrages), Raphaël Verchère propose une nouvelle critique du sport qui cherche à dépasser les excès de la théorie critique du sport freudo-marxiste de Brohm. Selon lui, le sport constitue un dispositif de pouvoir qui s’est progressivement étendu à d’autres champs de la société. Le sport apparaît au XIXe siècle comme un rival d’un autre modèle d’exercice physique, celui de la gymnastique, fondé sur des techniques disciplinaires très strictes, où la liberté est vue comme un péril (voir la gymnastique de Francisco Amorós). Le sport, tel que pensé par Thomas Arnold ou Pierre de Coubertin, fait le pari inverse, en remettant la liberté aux pratiquants, jugeant que la concurrence et l’émulation sera productrice d’ordre : il s’agit selon Verchère d’un libéralisme du corps, s’opposant au dirigisme du corps propre à la gymnastique. Si le sport parvient à produire de l’ordre, c’est, selon Verchère, en raison de sa façon particulière de gérer la question des inégalités, en se présentant comme méritocratie. S’appuyant sur Coubertin, Verchère montre que le sport exerce un pouvoir sur les pratiquants en leur faisant croire que le travail est le déterminant essentiel de la réussite sportive. Cela enjoint les sportifs à travailler le plus possible, et à se soumettre à l’ordre qui résulte des compétitions. Or, les hiérarchies sportives demeurent inégalitaires, puisque ne peuvent l’emporter que les plus doués : le travail ne paye véritablement que pour que quelques élus. S’ensuit mécaniquement des phénomènes de résistance à ce dispositif de pouvoir, comme la triche ou le dopage, qui en constitue l’avatar le plus décrié. Raphaël Verchère s’est également intéressé au triathlon, cherchant à comprendre le sens de cette pratique consistant à se confronter à ses limites d’endurance dans un affrontement avec la nature, en faisant de l’expérience de la souffrance un élément central.